# Melanodryas
Melanodryas är ett litet fågelsläkte i familjen sydhakar inom ordningen tättingar. Släktet omfattar vanligen endast två arter som förekommer i Australien:
- Svarthuvad sydhake (M. cucullata)
  - Melanodryas [c.] westralensis – urskiljs ibland som egen art[2]
- Brun sydhake (M. vittata)